# East Pennsboro Township
East Pennsboro Township ist eine Township im Cumberland County im US-Bundesstaat Pennsylvania. Zum Zeitpunkt des United States Census 2010 hatte die Township 20.228 Einwohner. gegenüber 18.254 im Jahr 2000.
Zum Township in der Harrisburg–Carlisle Metropolitan Statistical Area gehören die Gemeinden Enola, Summerdale, West Enola und West Fairview.
Summerdale, ein Vorort von Harrisburg, liegt beispielsweise westlich des U.S. Highway 11 am Susquehanna River und südlich der Interstate 81.

## Geographie
Nach den Angaben des United States Census Bureaus hat die Township eine Gesamtfläche von 27,7 km², wovon 26,9 km² Land und 0,8 km² (oder 2,90 %) Gewässer sind.
Die Township liegt in der nordöstlichen Ecke des Cumberland Countys und grenzt im Osten an den Susquehanna River, auf dessen östlichem Ufer das Dauphin County liegt. Die natürlich Nordgrenze der Township verläuft auf dem Kamm des Blue Mountain, mit dem Perry County auf der Nordseite.  Conodoguinet Creek verläuft in mehreren großen Bögen durch den südlichen Teil der Township, bevor er zwischen West Fairview und Wormleysburg in den Susquehanna River mündet.
Die Highways U.S. 11/15 verlaufen parallel zum Susquehanna River und sind die wichtigste Nord-Süd-Verbindung in der Township. Sie  werden in West Fairview von der in Ost-West-Richtung verlaufenden Pennsylvania Route 944 gekreuzt. Die Interstate 81 durchquert den nördlichen Teil der Township und kreuzt U.S. 11/15 in Summerdale. Andere nennenswerten Straßen in der Township sind Center Street/East Penn Drive, North Enola Drive, Salt Road und Valley Road.
Zur East Pennsboro Township gehören die folgenden unincorporated communitys und census-designated places:
- Enola
- Summerdale
- West Enola
- West Fairview

### Umliegende Ortschaften
|                  | Marysville, Rye Township | Susquehanna Township  |
| Hampden Township | Kompass                  | Harrisburg            |
|                  | Camp Hill                | Lemoyne, Wormleysburg |

## Demographie
Zum Zeitpunkt des United States Census 2000 bewohnten East Pennsboro Township 18.254 Personen. Die Bevölkerungsdichte betrug 646,0 Personen pro km². Es gab 7804 Wohneinheiten, durchschnittlich 276,2 pro km². Die Bevölkerung in East Pennsboro Township bestand zu 93,74 % aus Weißen, 1,47 % Schwarzen oder African American, 0,14 % Native American, 2,53 % Asian, 0,03 % Pacific Islander, 0,64 % gaben an, anderen Rassen anzugehören und 1,46 % nannten zwei oder mehr Rassen. 1,54 % der Bevölkerung erklärten, Hispanos oder Latinos jeglicher Rasse zu sein.
Die Bewohner East Pennsboro Townships verteilten sich auf 7475 Haushalte, von denen in 29,5 % Kinder unter 18 Jahren lebten. 53,7 % der Haushalte stellten Verheiratete, 9,4 % hatten einen weiblichen Haushaltsvorstand ohne Ehemann und 33,5 % bildeten keine Familien. 27,8 % der Haushalte bestanden aus Einzelpersonen und in 10,3 % aller Haushalte lebte jemand im Alter von 65 Jahren oder mehr alleine. Die durchschnittliche Haushaltsgröße betrug 2,38 und die durchschnittliche Familiengröße 2,91 Personen.
Die Bevölkerung verteilte sich auf 22,7 % Minderjährige, 8,1 % 18–24-Jährige, 31,5 % 25–44-Jährige, 24,1 % 45–64-Jährige und 13,5 % im Alter von 65 Jahren oder mehr. Der Median des Alters betrug 38 Jahre. Auf jeweils 100 Frauen entfielen 90,6 Männer. Bei den über 18-Jährigen entfielen auf 100 Frauen 87,7 Männer.
Das mittlere Haushaltseinkommen in East Pennsboro Township betrug 44.473 US-Dollar und das mittlere Familieneinkommen erreichte die Höhe von 54.142 US-Dollar. Das Durchschnittseinkommen der Männer betrug 36.732 US-Dollar, gegenüber 27.542 US-Dollar bei den Frauen. Das Pro-Kopf-Einkommen belief sich auf 22.517 US-Dollar. 6,7 % der Bevölkerung und 3,9 % der Familien hatten ein Einkommen unterhalb der Armutsgrenze, davon waren 7,3 % der Minderjährigen und 9,6 % der Altersgruppe 65 Jahre und mehr betroffen.

## Belege
1. 1 2  Geographic Identifiers: 2010 Census Summary File 1 (G001): East Pennsboro township, Cumberland County, Pennsylvania. U.S. Census Bureau, American Factfinder, archiviert vom Original am 13. Februar 2020; abgerufen am 22. November 2018 (englisch).  Info: Der Archivlink wurde automatisch eingesetzt und noch nicht geprüft. Bitte prüfe Original- und Archivlink gemäß Anleitung und entferne dann diesen Hinweis.
2. ↑  Population and Housing Unit Estimates. Abgerufen am 22. November 2018 (englisch).
3. ↑  Census of Population and Housing. United States Census Bureau, abgerufen am 22. Oktober 2018 (englisch).